# الصبيل

تعديل مصدري - تعديل

الصبيل هي إحدى قرى عزلة أحور بمديرية أحور التابعة لمحافظة أبين، بلغ تعداد سكانها 149 نسمة حسب تعداد اليمن لعام 2004م.